# Robert B. Meyer
Robert Bruce Meyer (né le 13 octobre 1943 à Saint-Louis) est un physicien américain et professeur à l'Université Brandeis.

## Biographie
Meyer est diplômé de l'Université Harvard en 1965 avec un baccalauréat et en 1970 avec un doctorat sous la direction de David Turnbull et une thèse sur les effets des champs électromagnétiques sur la structure des cristaux liquides. À Harvard, Meyer est étudiant postdoctoral et devient en 1971 professeur adjoint et en 1974 professeur associé. À l'Université Brandeis, il est nommé professeur agrégé en 1978 et professeur titulaire en 1985. 
Il est professeur invité en 1977 de Nordita à l'Université Chalmers de Göteborg et en 1978 professeur Joliot Curie à l'École supérieure de physique et de chimie industrielle de Paris. 
En 2006, Meyer reçoit, conjointement avec Noel A. Clark (en), le Prix Oliver-E.-Buckley pour des études théoriques et expérimentales fondamentales sur les cristaux liquides, en particulier leurs propriétés ferroélectriques et chirales (laudation). Il est élu en 1985 membre de la Société américaine de physique  et reçoit la médaille Benjamin Franklin 2004 du Franklin Institute.